# Johann Adolf Graf von Kielmansegg

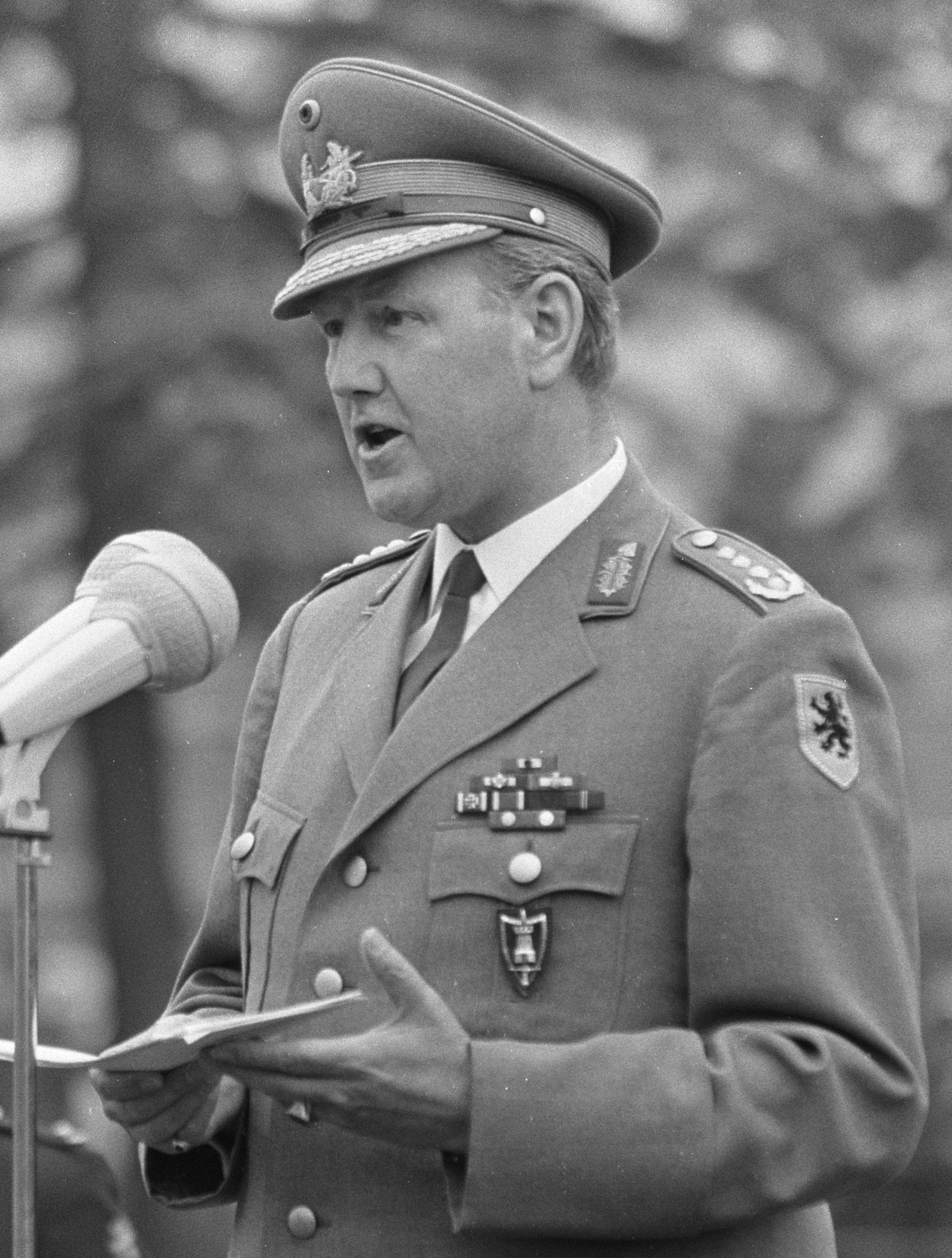
Johann Adolf Graf von Kielmansegg, 1967

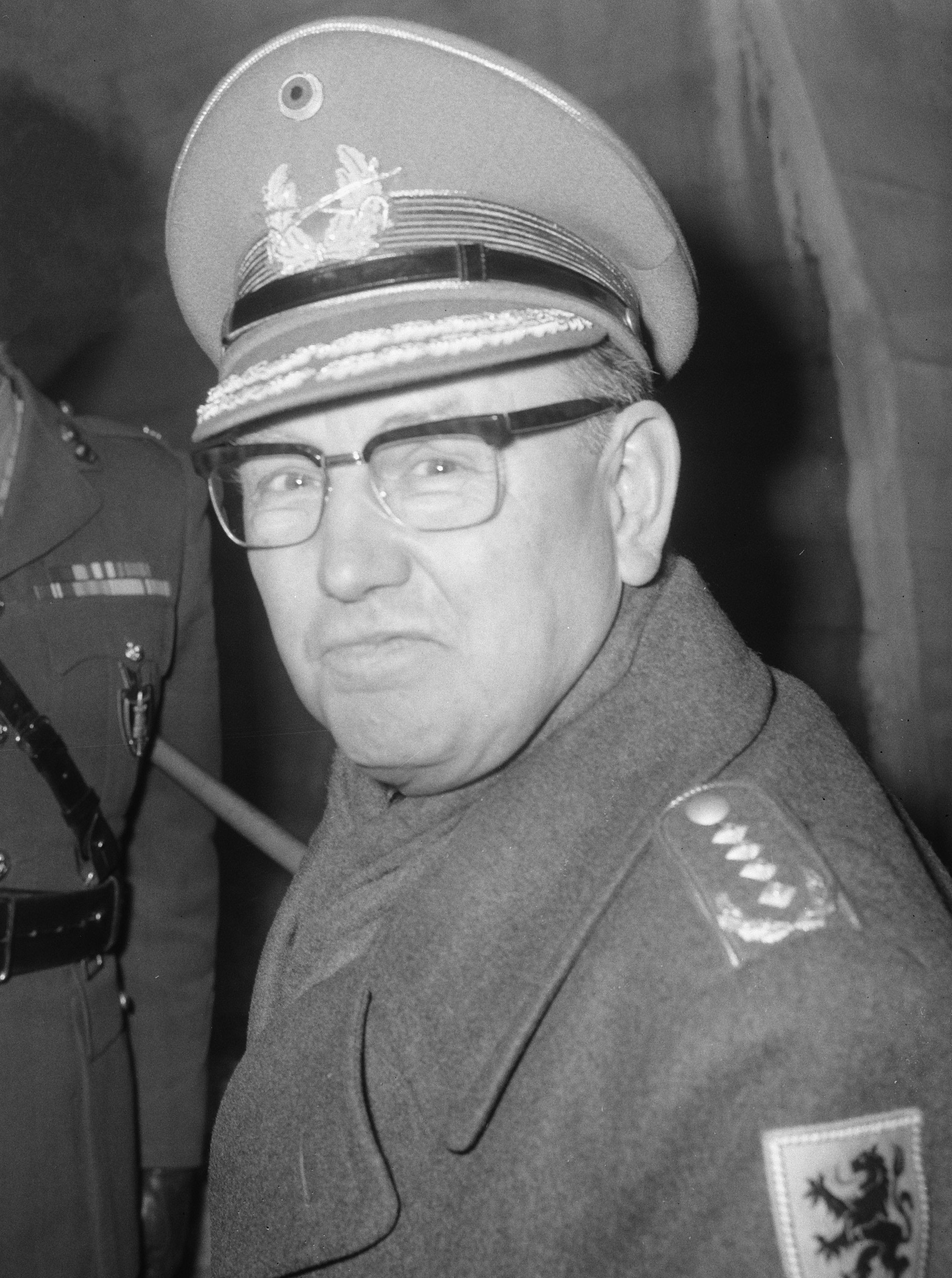
Johann Adolf Graf von Kielmansegg, 1967

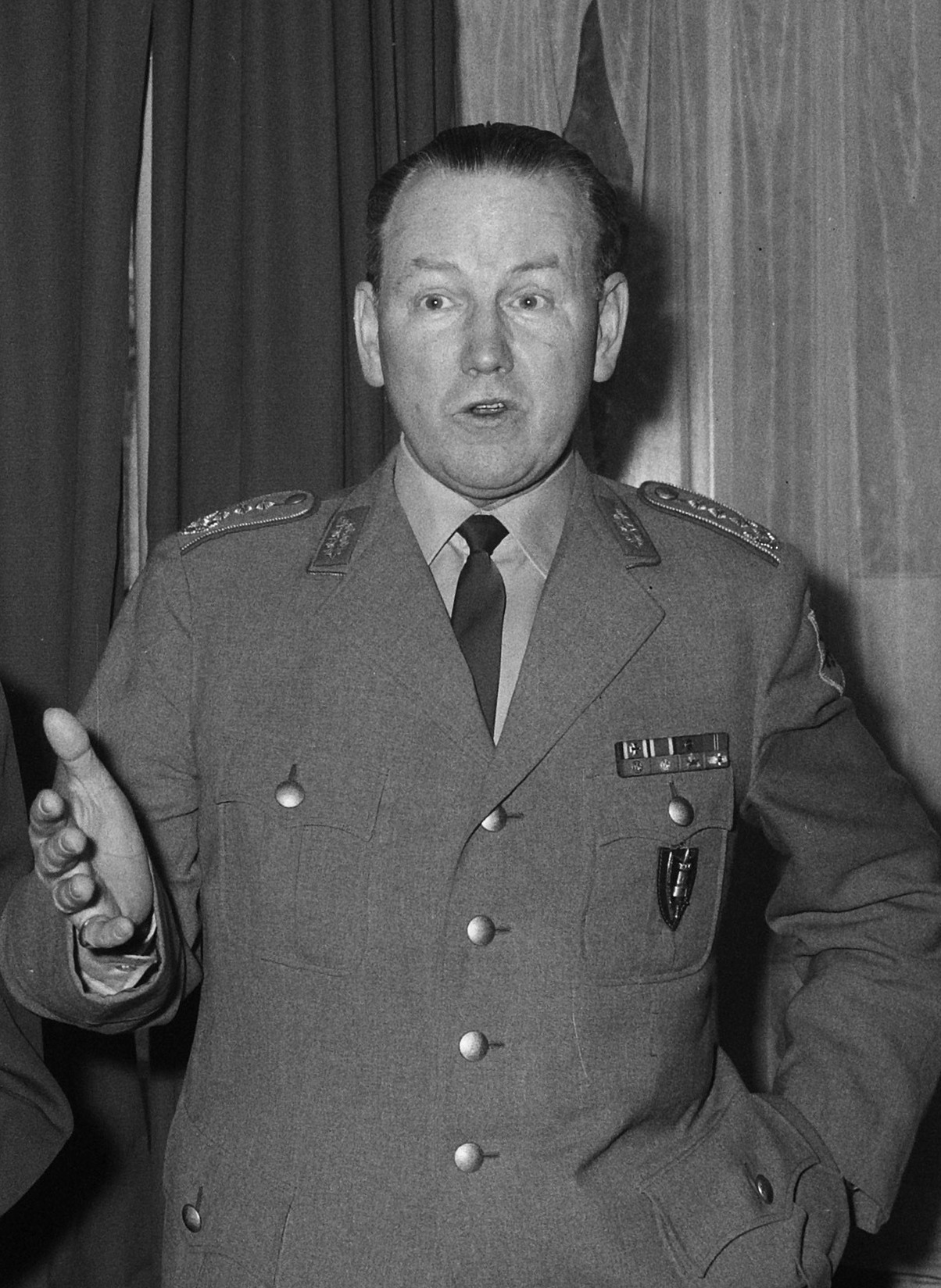
Johann Adolf Graf von Kielmansegg, 1967

Johann Adolf Friedrich William Graf von Kielmansegg (* 30. Dezember 1906 in Hofgeismar; † 26. Mai 2006 in Bonn) war ein General des Heeres der Bundeswehr, der zuvor schon in Reichswehr und Wehrmacht gedient hatte.

## Leben

### Herkunft
Johann Adolf war das jüngste von drei Kindern von Adolf Johann Graf von Kielmansegg (1864–1907) und dessen Ehefrau Eva Mathilde, geborene von Werner (1868–1953). Er entstammt einer Adelsfamilie von Offizieren und Politikern. Einer seiner Vorfahren war der Reformator Philipp Melanchthon. Seine Schwestern Ilse (1889–1986) und Anna Dorothee (1892–1993) heirateten jeweils in adlige Familien ein.

### Militärkarriere

#### Reichswehr
Kielmansegg trat am 7. April 1926 nach seinem Abitur an der Klosterschule Roßleben in die Reichswehr ein und diente als Kavallerieoffizier im 16. Reiter-Regiment in Hofgeismar, Langensalza und Erfurt. 1930 wurde er zum Leutnant ernannt. In den frühen 1930er Jahren wohnte die junge Familie in Eisenach, Kapellenstraße 6.
Das NS-Regime betrieb nach der Machtergreifung die Aufrüstung der Wehrmacht und führte die Wehrpflicht wieder ein. Dadurch gab es einen großen Bedarf an Offizieren und zahlreiche Beförderungen. 
Kielmansegg wurde zum 1. Januar 1937 zum Rittmeister befördert und bestand am 1. März die Wehrkreisprüfung. Mit diesem obligatorischen Test wurde routinemäßig die Eignung zum Generalstabsoffizier überprüft. Kielmansegg absolvierte vom 1. Oktober 1937 bis zum 31. Juli 1939 an der Kriegsakademie in Berlin die Ausbildung zum Generalstabsoffizier. 
Kielmansegg sagte Jahrzehnte später zum Anschluss Österreichs und zur Zerschlagung der Tschechoslowakei:

„Die Tatsache, dass wir in Österreich und dann etwas später in das Sudetenland hineinmarschierten: Dagegen hatte kein Mensch etwas. […] Ein Unrechtsbewußtsein in Sachen Österreich und Sudetenland gab es damals nicht. […] Meine Fragezeichen fingen am 15. März 1939 an, nämlich mit dem Einmarsch in Prag. Das war für mich etwas ganz anderes, nämlich unberechtigte Gewalt.“

Er wurde zum 1. August 1939 als Ic (Feindaufklärung) in den Stab der 1. Panzer-Division versetzt. Diese wurde damals von Generalmajor Rudolf Schmidt kommandiert.

#### Zweiter Weltkrieg
Die Wehrmacht begann am 1. September 1939 auf Befehl von Hitler den Überfall auf Polen und damit den Zweiten Weltkrieg, am 10. Mai 1940 den Westfeldzug gegen die BeNeLux-Staaten und Frankreich und am 21. Juni 1941 den Deutsch-Sowjetischen Krieg. 
Kielmansegg diente dabei in zahlreichen Truppen-, Stabs- und Frontverwendungen.
Während des Westfeldzugs wurde Kielmansegg am 17. Mai 1940 als Zweiter Generalstabsoffizier der 1. Panzer-Division Zeuge eines der wenigen erfolgreichen französischen Panzerangriffe bei Montcornet, als die französische 4. Panzerdivision, befehligt vom späteren Staatspräsidenten Charles de Gaulle, aus der Flanke zum Gegenstoß gegen die überraschte 1. Panzer-Division ansetzte. Die Franzosen mussten sich wegen der deutschen Luftüberlegenheit und dem Eintreffen der Verbände der 10. Panzer-Division am Nachmittag zurückziehen. Kielmansegg sagte de Gaulle bei einem Treffen während des Kalten Krieges, dass der Angriff der 4. Panzerdivision der einzige französische Gegenstoß während des gesamten Westfeldzugs gewesen sei, der „nach Zeit, nach Ort und nach Richtung vollkommen richtig war“.
Kielmansegg war von 1942 bis 1944 in der Operationsabteilung des Oberkommandos der Wehrmacht (OKW) eingesetzt und wurde zum 1. Mai 1944 zum Oberst i. G. befördert.
Er wurde nach dem Attentat vom 20. Juli 1944 von der Gestapo verhaftet und am 23. Oktober 1944 wieder freigelassen, allerdings ohne weitere Verwendung im Generalstab. Stattdessen erhielt er am 25. November 1944 das Kommando über das im Juli 1942 aufgestellte Panzergrenadier-Regiment 111 der 11. Panzerdivision und führte diesen Verband bis zum 16. April 1945.

#### Nachkriegszeit
Nach dem Krieg erst in britischer, dann in amerikanischer Kriegsgefangenschaft, wurde Kielmansegg im Mai 1946 entlassen und arbeitete zunächst als Kraftfahrer in einem landwirtschaftlichen Betrieb, ab Februar 1948 als Journalist und ab 1949 als Verlagskaufmann in Hamburg. Laut einem Spiegelartikel von 1963 war er „in den ersten Nachkriegsjahren als politisch Verfolgter Mitglied der VVN“ (Vereinigung der Verfolgten des Naziregimes).
1949 veröffentlichte er unter Weglassung seiner Vornamen (Verfassername „Graf Kielmansegg“) das Buch Der Fritsch-Prozeß 1938, eine bedingungslose Verteidigungsschrift über seinen Onkel Generaloberst Werner von Fritsch, um diesen „seltsamen Junggesellen“ (Gerhard Ritter) vom Vorwurf homosexueller Betätigung reinzuwaschen und die sogenannte Fritsch-Affäre auf eine Intrige Himmlers und Görings zurückzuführen.

#### „Amt Blank“
Im Oktober 1950 arbeitete Kielmansegg an der geheimen Himmeroder Denkschrift mit. 1950 wurde er in das Amt Blank in Bonn berufen, wo er vom 1. Dezember 1950 bis 1955 zunächst Referent für Militärpolitik, dann „Unterabteilungsleiter Allgemeine Fragen der Landesverteidigung“ war. In dieser Zeit war er der deutsche Delegierte bei den Verhandlungen über die Europäische Verteidigungsgemeinschaft und die Pariser Verträge. Er gilt als einer der geistigen Väter des Prinzips „Innere Führung“, das mit dem Begriff des „Staatsbürgers in Uniform“ zum Markenzeichen der Bundeswehr wurde.

#### Bundeswehr
Kielmansegg trat 1955 in die Bundeswehr im Dienstgrad Brigadegeneral (mit Wirkung vom 1. November 1955) ein. Von 1955 bis 1958 vertrat er die Bundesrepublik Deutschland als „Nationaler Militärischer Repräsentant“ im Obersten Hauptquartier der alliierten Mächte in Europa (SHAPE), damals noch in Saint-Germain-en-Laye in Frankreich. Danach war er von Dezember 1958 bis 1960 stellvertretender Kommandeur der 5. Panzerdivision in Koblenz und vom 21. Oktober 1960 bis zum 11. Juli 1963 (ab dem 1. April 1961 als Generalmajor) Divisionskommandeur der 10. Panzergrenadierdivision in Sigmaringen. Ab 1963 war er wieder im Internationalen Bereich tätig und wurde als Generalleutnant (Beförderung zum Dienstgrad: 5. Juli 1963) NATO-Oberbefehlshaber der Alliierten Landstreitkräfte Europa Mitte (COMLANDCENT, Allied Land Forces Central Europe) in Fontainebleau in Frankreich (dort schon zum 1. September 1963 zum General befördert) und ab 15. März 1967 NATO-Oberbefehlshaber (CINCENT, Commander in Chief Allied Forces Central Europe) der Alliierten Streitkräfte Europa Mitte (AFCENT, Allied Forces Central Europe) zunächst in Fontainebleau, ab dem 1. Juli 1967 dann in Brunssum (Niederlande). Am 1. April 1968 beendete er seine militärische Karriere, sein Nachfolger als CINCENT bei der NATO wurde der deutsche General Jürgen Bennecke.
1965 wurde er für seine Verdienste bezüglich des Prinzips der „Inneren Führung“ mit dem Freiherr-vom-Stein-Preis ausgezeichnet.
Kielmansegg bezeichnete sich selbst nicht als Widerstandskämpfer. Im Auftrag der Bundeswehr veröffentlichte der Markus-Verlag 1966 eine Festschrift zu seinen Ehren. Im selben Jahr wurde er vom französischen Präsidenten de Gaulle zum Kommandeur der Ehrenlegion ernannt.
1985 veröffentlichte er zusammen mit Oskar Weggel das Buch Unbesiegbar? im Seewald Verlag, Stuttgart, über die Militärmacht der Volksrepublik China.
Im Februar 1993 schrieb der Bundeswehr-Hauptpersonalrat einen offenen Brief an die 662 Bundestagsabgeordneten: »Die Verantwortlichen« hätten sich »als unfähig erwiesen«, die Aufgaben für die Bundeswehr zu definieren. Eine »tiefe Verunsicherung« aller Beschäftigten sei die Folge. Einige Tage später schrieb v. Kielmansegg in der Frankfurter Allgemeinen Zeitung in einem Leserbrief, der Personalrat habe »in all seinen Kritikpunkten recht«. Es stehe »das Schicksal einer Bundeswehr auf dem Spiel, die noch Sinn macht«. Was mit der Bundeswehr geschehe, halte »auf die Dauer keine Armee aus«.

### Familie
Johann Adolf Graf von Kielmansegg war seit 1934 mit Mechthild von Dincklage (1909–2000) verheiratet und Vater zweier Söhne und zweier Töchter:
1. Johann Adolf (Hanno) (* 8. Juli 1935), Generalmajor a. D. ⚭ Benedicta (Benita) Freiin von Thielmann (* 1936)
2. Peter (* 27. Juni 1937 in Hannover), deutscher Politikwissenschaftler ⚭ Walpurgis Gräfin von Schweinitz und Krain, Freiin von Kauder
3. Ulrike (* 1940) ⚭ Hellmut Holle (* 1935)
4. Lewine (* 1943) ⚭ Werner Lehnhoff (1943–1984)

Er starb am 26. Mai 2006 in Bonn und ist auf dem Friedhof in Bad Krozingen beigesetzt.

### Auszeichnungen
- Komtur des Ordens der Krone von Rumänien mit Schwertern im Jahre 1944
- Komtur des Ordens der Heiligen Krone von Ungarn im Jahre 1944
- Freiherr-vom-Stein-Preis im Jahre 1965
- Kommandeurkreuz der französischen Ehrenlegion im Jahre 1966
- Großes Verdienstkreuz des Verdienstordens der Bundesrepublik Deutschland mit Stern und Schulterband im Jahre 1968
- Kommandeurkreuz der Legion of Merit im Jahre 1968

## Werke
- Panzer zwischen Warschau und Atlantik. Verlag "Die Wehrmacht". Berlin 1941.
- Der Fritschprozess 1938: Ablauf und Hintergründe. Hoffmann & Campe 1949.
- Die Vertragswerke von Bonn und Paris vom Mai 1952. Verlag für Geschichte und Politik. Frankfurt 1952.
- Unbesiegbar? China als Militärmacht. Seewald, Stuttgart 1985, ISBN 3-512-00721-X, mit Oskar Weggel.